# Ингети
Ингети (груз. ინგეთი) — село в Ахметском муниципалитетe, Кахетия, Грузия. Расположено на горном склоне примерно в 4 км к юго от города Ахмета.
Высота над уровнем моря составляет 1080 метров. Население — 0 человек (2014).
В советское время село Ингети входило в Кистаурский сельсовет Ахметского района.